# Torum

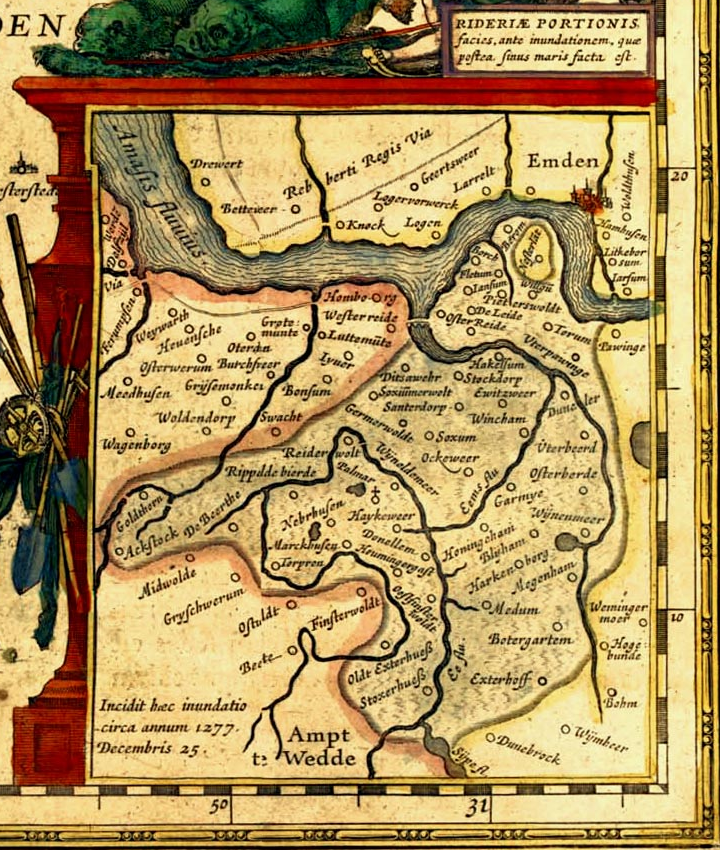
Karte des Rheiderlands um 1277 mit den an den Dollart verlorenen Ortschaften (nach Ubbo Emmius)

Torum ist eine nicht mehr bestehende mittelalterliche Niederlassung. Sie lag in der mittelalterlichen Landschaft Rheiderland in Ostfriesland westlich von Pogum und gegenüber von Jarßum.
Torum, auch Tordingum genannt, fiel den Fluten des Dollarts zum Opfer. Nach Ubbo Emmius und Otto Galama Houtrouw war Torum eine kleine Stadt im Süden von Wilgum gelegen. Nach Überlieferungen aus dem 17. Jahrhundert soll die Stadt das Marktrecht gehabt haben und acht Gold- und Silberschmiede sollen in Torum gearbeitet haben, was als Zeichen des Wohlstandes des Städtchens zu betrachten ist.
Bis 1507 war es Gerichtssitz und Wohnort einer der drei Landrichter des Emsigerlandes. Torum besaß auch das Münzrecht. Nach Überlieferungen von Ubbo Emmius waren um 1600 bei Ebbe noch Reste von Gebäuden und Straßen zu erkennen.